# Žďár nad Sázavou (klášter)
Bývalý klášter Studnice Blahoslavené Panny Marie / též Pramen Panny Marie (lat. Fons Beatae Mariae Virginis) ve Žďáru nad Sázavou je původně gotický, v baroku, mj. za účasti Jana Santiniho, upravený stavební areál. Klášter, který ve středověku i barokním období patřil k významným cisterciáckým klášterům, byl založen v roce 1252 a zrušen po roce 1784. Budova prelatury poté sloužila jako zámek. Areál je proto někdy označován i jako zámek Žďár nad Sázavou; od roku 1970 je kulturní památkou. Zámek leží těsně na moravské straně historické česko-moravské hranice, když klášter plnil též – mimo jiné – poslání hraniční stanice.

## Historie

### Založení
Prvním pokusem o založení cisterciáckého kláštera ve zdejším kraji byla nezdařená fundace z 1. poloviny 13. století v Nížkově.
Odkaz Přibyslava z Křižanova vyplnil teprve jeho zeť Boček z Obřan, který v roce 1251 za přítomnosti pražského biskupa Mikuláše z Újezda založil cisterciácký klášter Fons Mariae Virginis ve Žďáru nad Sázavou. Vzniku kláštera předcházela vizitace místa založení, kterou vykonali opati klášterů ze Sedlce a z Velehradu. Mateřským klášterem nově vzniklého kláštera se stal klášter v Pomuku. První skupina mnichů pocházela z Nepomuku a na místo dorazila 5. února 1252. Brzy je doplnili další mniši vyslaní i z jiných cisterciáckých klášterů (Velehrad, Valdsasy, Heiligenkreuz). Aby Boček materiálně zajistil nově založený klášter, nechal svou donaci klášteru v roce 1252 stvrdit tehdejším moravským markrabětem Přemyslem I.

### Úpadek
Za husitských válek byl klášter vypálen, poté hospodářsky živořil, přestože se o jeho obnovu snažil i Jiří z Poděbrad, který byl potomkem zakladatele kláštera a podle patronátního práva byl za stav kláštera zodpovědný.
Během česko–uherských válek byl klášter obsazen Dětřichem z Leskovce a mniši museli klášter opustit.
Roku 1588 kníže Karel II. Minsterberský jako další potomek zakladatele s odvoláním na patronátní právo vyměnil klášter a jeho pozemkový majetek s olomouckým biskupem Stanislavem Pavlovským za jiný statek. Klášter se touto směnou stal poddanským zbožím. Olomoucký kardinál František z Ditrichštejna poté nejprve roku 1606 klášter připojil k biskupským statkům, roku 1613 jej dokonce zrušil a roku 1617 s biskupstvím vyměnil za chropyňský statek. Žďár nad Sázavou se touto transakcí stal osobním kardinálovým majetkem.
V téže době areál prošel také stavebními změnami. Roku 1607 byl upravován zednickým mistrem Petrem Šeresem z Velkého Meziříčí. V letech 1614–16 dal kardinál Ditrichštejn přebudovat prelaturu na zámek. V téže době ditrichštejnský hospodářský úředník Šimon Kratzer ze Schönsperka dal zbořit většinu původní raně gotické křížové chodby kláštera; zůstalo zřejmě pouze dodnes dochované studniční stavení.

### Nový rozkvět

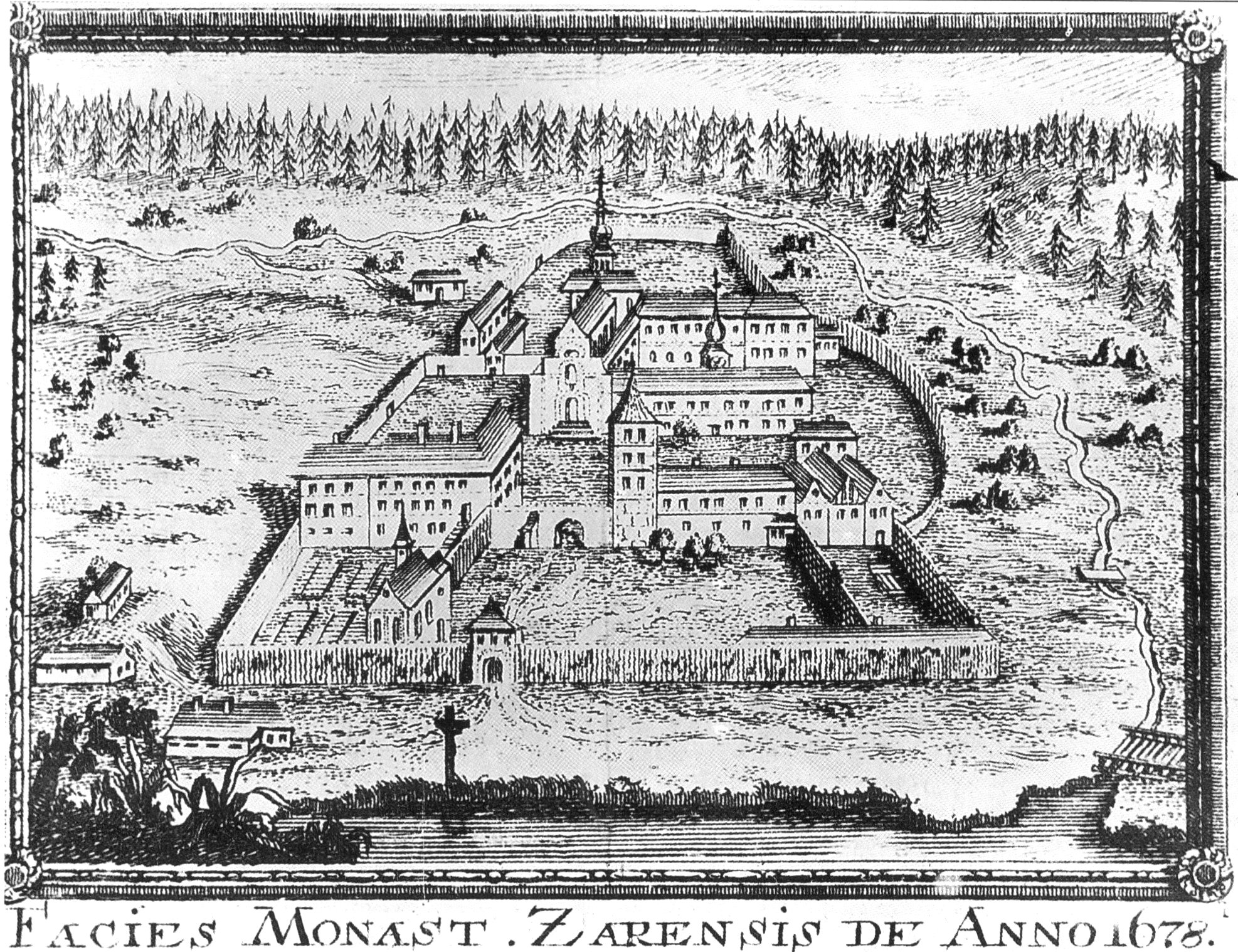
Stav kláštera v roce 1678: vlevo vpředu původní prelatura, před ní ještě gotický kostel svaté Markéty, napravo od prelatury barokní věž a hospodářské budovy, vzadu zhruba uprostřed klášterní kostel, vpravo od něj budovy konventu již v rozšířené, barokní podobě, kostel svatého Jana Nepomuckého ani barokní most ještě neexistovaly.

Za druhého zakladatele kláštera je označován velehradský opat Jan Greifenfels z Pilsenburku, který roku 1638 vykoupil bývalý klášterní majetek od Maxmiliána z Ditrichštejna za 44 000 zlatých a o rok později uvedl do kláštera opět cisterciáky. Protože výnosy z majetku kláštera nestačily na úhradu dluhů Po roce 1638 také zřejmě proběhla první vlna oprav klášterních budov, především budov konventu.
O obnovu kláštera se zasloužil rovněž opat Benedikt Zaunmüller (1676–91), který nechal výrazně přestavět budovy konventu. Opat Edmund Wagner (1691–1705) pak při obnově po požáru, který klášter postihl roku 1689, nechal kromě samotné obnovy poškozených budov také vybudovat Giovannim Battistou Spinettim di Angelo po roce 1701 nový, osmiboký kostelík svaté Markéty při vstupu do areálu, který byl určený pro laické návštěvníky kláštera. Tentýž stavitel pak do roku 1703 nově vybudoval i přilehlou klášterní bránu.
Nejvýznamněji se však do stavební podoby kláštera i celého okolí zapsal opat Václav Vejmluva (opatem v letech 1705–38). Pravděpodobně již v roce 1706 navázal spolupráci s Janem Santinim.
Vedle Jana Santiniho se tohoto dění zúčastnili také sochař Řehoř Theny, Matěj Václav Jäckel a Ondřej Zonner, malíři Michael Willmann, Simon Gionimo a Karel František Töpper.

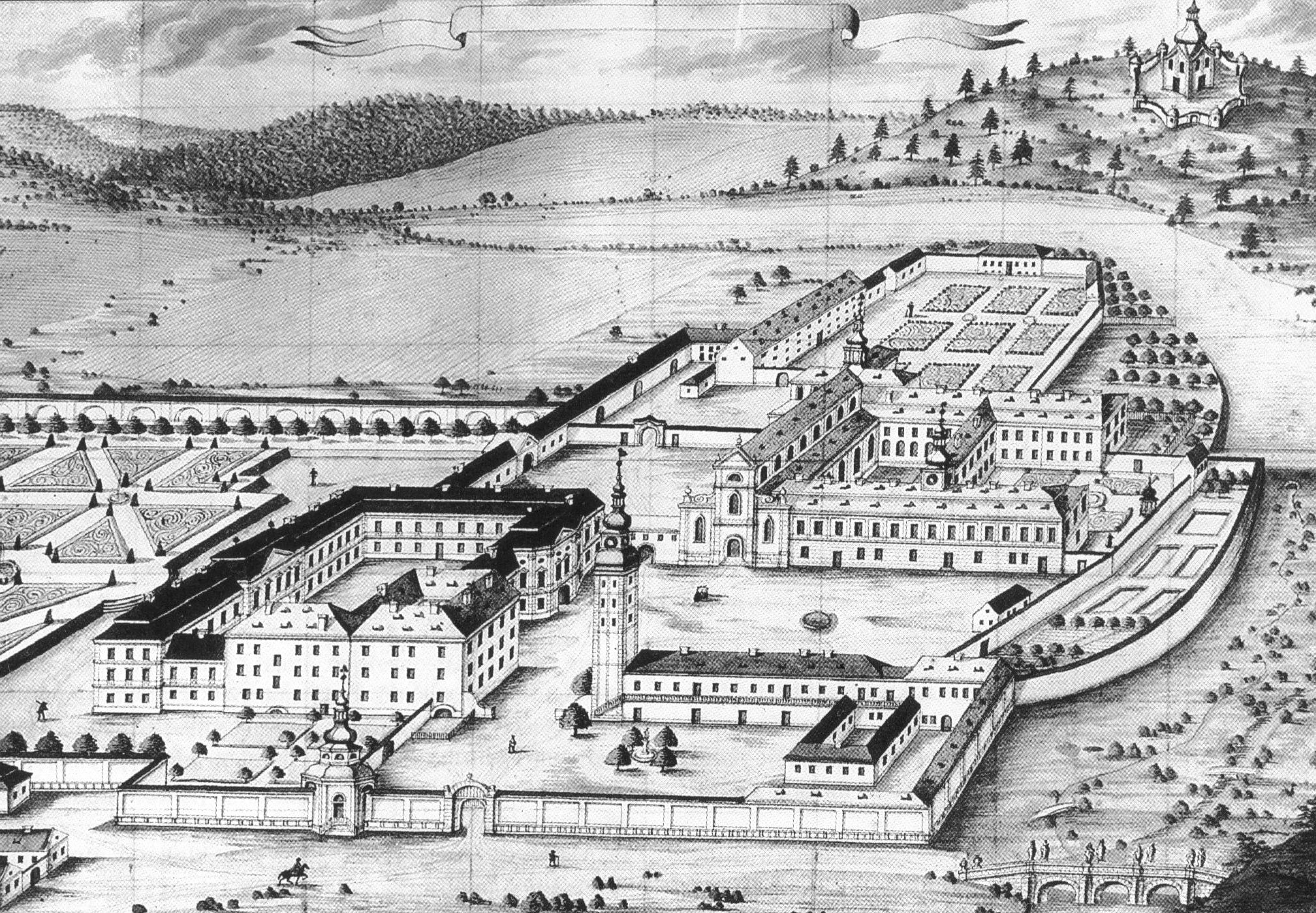
Stav kláštera v polovině 18. století: prelatura s rozsáhlou zahradou je barokně přestavěna a výrazně rozšířena, stejně jako kostel svaté Markéty u brány, barokní podobu má i věž a další budovy, vpravo nahoře je kostel svatého Jana Nepomuckého, mezi ním a klášterem je rozsáhlá plocha nového rybníka, vpravo dole nový barokní most.

Opat Vejmluva nechal nejen doplnit výzdobu klášterního kostela Nanebevzetí Panny Marie, konventu a dalších budov, ale také dal velkoryse přestavět a rozšířit prelaturu do podoby mohutného, v podstatě zámeckého čtyřkřídlého objektu s navazující francouzskou zahradou. V části opatství nechal také vybudovat prostory pro akademii šlechtické mládeže, založenou roku 1727, konírnu a jízdárnu.
Vstupní část prelatury z let 1720–34 a také souběžně budovaný trakt koníren vznikly podle projektu Jana Santiniho. Ostatní křídla spadají až do druhé poloviny 18. století a projektoval je zřejmě František Maxmilián Kaňka.
Mimo areál kláštera projektoval Santini především poutní kostel svatého Jana Nepomuckého na nedalekém kopci, který byl po vzoru krajiny v okolí Nepomuku pojmenován Zelená hora, Hospodářský dvůr Lyra a morový Dolní hřbitov.

### Po zrušení
Bezprostředním impulsem ke zrušení kláštera byl zhoubný požár z 16. července 1784. Poslední opat (teprve nedávno zvolený a mladý šlechtic) Otto Steinbach z Kranichštejna (opatem byl v letech 1782–84) po něm sám požádal Josefa II. o zrušení kláštera, ačkoliv klášter šlo opravit a císař původně počítal se zachováním tohoto významného církevního ústavu. K uskutečnění zrušení kláštera došlo záhy a to císařovým rozhodnutím ze dne 13. října 1784. Majetek kláštera byl předán náboženskému fondu. Roku 1786 se konventní kostel stal kostelem farním a dosavadní farní kostel svaté Markéty u brány kláštera byl zrušen.
Budova prelatury, klášterní kostel a další hospodářské budovy byly po požáru obnoveny. Pouze budovy vlastního konventu (tj. nejstarší části) zůstaly neobnoveny a postupně chátraly. Nakonec z nich byly ubourány zhruba dvě třetiny budov a zbyla pouze gotická studniční kaple a dlouhé vstupní křídlo. Ubouráním také zanikl vzácný středověký rajský dvůr.
Roku 1826 zakoupil od fondu panství za 170 550 zlatých nejvyšší maršálek Království českého hrabě Josef Vratislav z Mitrovic. Dalším majitelem se stal kníže František Josef z Ditrichštejna-Prokau-Leslie a později panství zdědila hrabata z Clam-Gallasu. Posledním šlechtickým vlastníkem byla chlumecká linie rodu hrabat Kinských, která panství taktéž zdědila.
Roku 1948 byl bývalý klášter, nyní zámek Žďár nad Sázavou s celým panstvím znárodněn. Později zde bylo umístěno světově unikátní Muzeum knihy (expozice Národního muzea), které zde s obměnami přetrvalo do roku 2015. V šedesátých letech bylo zastřešeno a rekonstruováno západní křídlo konventu, které je nyní vedle izolovaně stojící studničního kaple jedinou dochovanou částí vlastního konventu. Vedle Muzea knihy v areálu postupně začalo působit okresní muzeum (nyní sídlí ve městě) a okresní archiv. Bývalé konírny se změnily v expozici díla Jana Blažeje Santiniho a vývoje cisterciáckého kláštera. Po restituci byla tato expozice přestěhována do konventu a dnes je v konírnách expozice přibližující historii rodu Kinských.
V roce 1991 byl areál v restituci vrácen rodině Kinských. Členové hraběcí rodiny zde i často pobývají. Jejich domovem se stal barokní zámeček v zahradě – tzv. Letní prelatura.

## Současnost
Areál zámku v současnosti prochází revitalizací. V jejím rámci byl rekonstruován bývalý klášterní pivovar s dvorem, kde se nyní nachází Muzeum nové generace.
Díky revitalizaci a vzniku nových expozic se tam také celoročně konají koncerty, festivaly a další kulturní akce. Mezi nejvýznamnější patří festival současného pohybového umění a tance KoresponDance a festival Čtvero ročních období, který v sobě zahrnuje Dny otevřených zahrad v květnu, Klášterní noc v září, Den dýní v říjnu a vánoční program o adventních víkendech.
Vznikla zde také stálá expozice barokního umění ze sbírek Národní galerie v Praze, která nabízela vybraný soubor uměleckých děl středoevropské provenience a evokovala především kulturní prostředí klášterů 17. a 18. století. Vedle děl s náboženskou tematikou, jež tvořilo těžiště této expozice, vybrali autoři Lenka Stolárová a Vít Vlnas obrazy a sochy charakteristické pro barokní klášterní sbírky. Výstava barokního umění ze sbírek Národní galerie v Praze navazovala jak na historickou tradici klášterních galerií, tak na zdejšího genia loci, spjatého v prvé řadě s barokními památkami evropského významu. V současnosti je tato expozice zrušena z důvodu rozsáhlých rekonstrukcí, kterými konvent prochází.
Z velkých jmen barokního malířství v Čechách jsou zastoupeni Karel Škréta, Michael Václav Halbax, Petr Brandl a Jan Kupecký. Sochařství reprezentují mimo jiné Matyáš Bernard Braun i méně známý, ovšem neméně schopný Braunův synovec Antonín. Nechybí však ani práce z dílen Ferdinanda Maxmiliána Brokoffa či Ignáce Františka Platzera. Expozici Barokní umění ze sbírek Národní galerie v Praze byla udělena záštita České komise pro UNESCO.
V rámci otevření Muzea nové generace začaly i komentované prohlídky celého areálu s názvem Po stopách Santiniho. Nová prohlídka nese název Tam a zpátky klášterem a zámkem. Během této prohlídky návštěvník uvidí nejzajímavější místa areálu, projde vnější prostory zámku a v poslední třetině prohlídky objeví místnost starého opatství, hlavní sál v novém opatství a kabinet, který je do prohlídky nově přidaný. Seznámí se se životem v cisterciáckém řádu, objeví původní sádky ze 13. století a dostane se až k současnosti a nedávné historii psané v minulém režimu.
V roce 2018 obdržel zámek zvláštní cenu ministryně pro místní rozvoj za nejlepší turistickou prezentaci na webových stránkách v kategorii turistické atraktivity.

## Popis

### Vstupní část
Bývalý klášterní areál lze rozčlenit do tří částí, jimiž návštěvník postupně prochází. Vlevo od barokní vstupní brány se v přestavěné podobě dochoval zrušený barokní osmiboký kostelík svaté Markéty, který jako farní sloužil obyvatelům okolí a také laickým návštěvníkům kláštera (dnes se zde nachází penzion a restaurace). V pravé části jsou dodnes dochovány budovy hospodářského příslušenství kláštera.

### Druhé nádvoří a prelatura

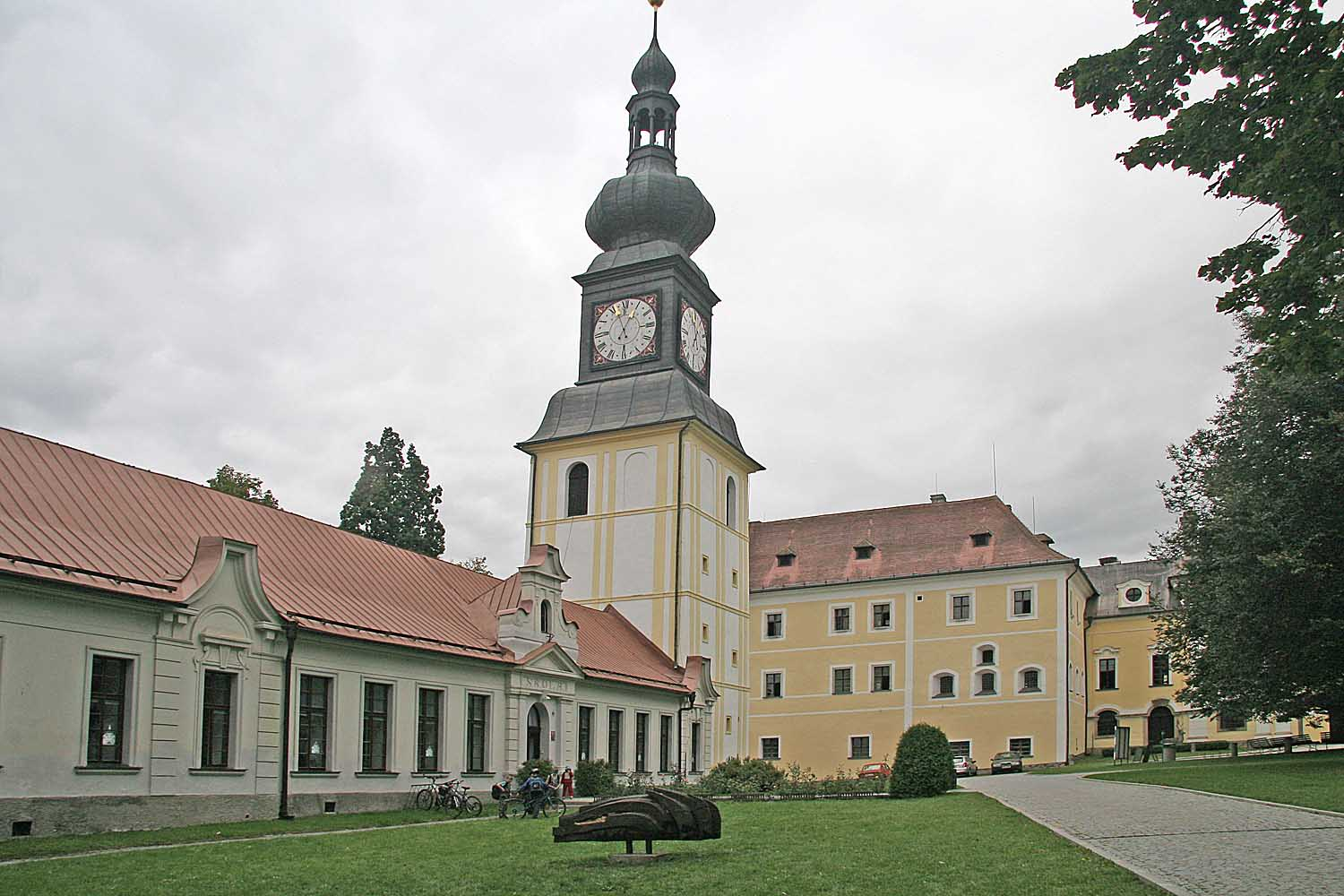
Druhé nádvoří s věží, vpravo stará část prelatury, zcela vpravo (částečně kryto vegetací) její barokní vstupní křídlo.

Druhou částí, která v době existence kláštera stále ještě byla otevřena i laickým návštěvníkům, je velké parkově upravené nádvoří. U vstupu jej „střeží“ vysoká barokní věž a po levé straně se rozkládá mohutná budova prelatury, která po zrušení kláštera sloužila jako zámek.
Prelatura, která v tomto klášteře sloužila nejen jako osobní sídlo opata, místo významných společenských událostí a sídlo správy panství, ale také jako sídlo šlechtické akademie, je tvořena třemi částmi:
První z nich je samostatně utvářená trojkřídlá, původně středověká budova v jihozápadním nároží prelatury. Druhou je vstupní křídlo prelatury, vybudované podle projektu Jana Santiniho, které je za zmíněnou starší část v jihozápadním nároží poněkud ustouplé čímž vytváří náznak čestného dvora. Ve středu tohoto křídla je situována vznosná, centrální část, osmiboký rizalit s průjezdem v přízemí. Nad tři vysoká obdélná okna zdobená volutami Santini zasadil menší okrouhlé okenní otvory. V jejím patře je v interiéru situován velký sál s freskou K. F. Töppera z roku 1734 zachycují nebeskou blaženost cisterciáků. Boční části křídla tvoří nižší, nestejně vysoké části, navazující vlevo na původní prelaturu a vpravo na konventní kostel. Kromě zmíněné fresky zaujmou v interiéru také pro Santiniho typické, bohatě utvářené štukové obrazce na klenbách. Třetí částí prelatury je trojice mladších barokních křídel, uzavírajících obdélné nádvoří. Rozlehlá severní budova je vnějším průčelím otočena do nyní neudržované opatské zahrady.

### Vlastní konvent skonventním kostelem

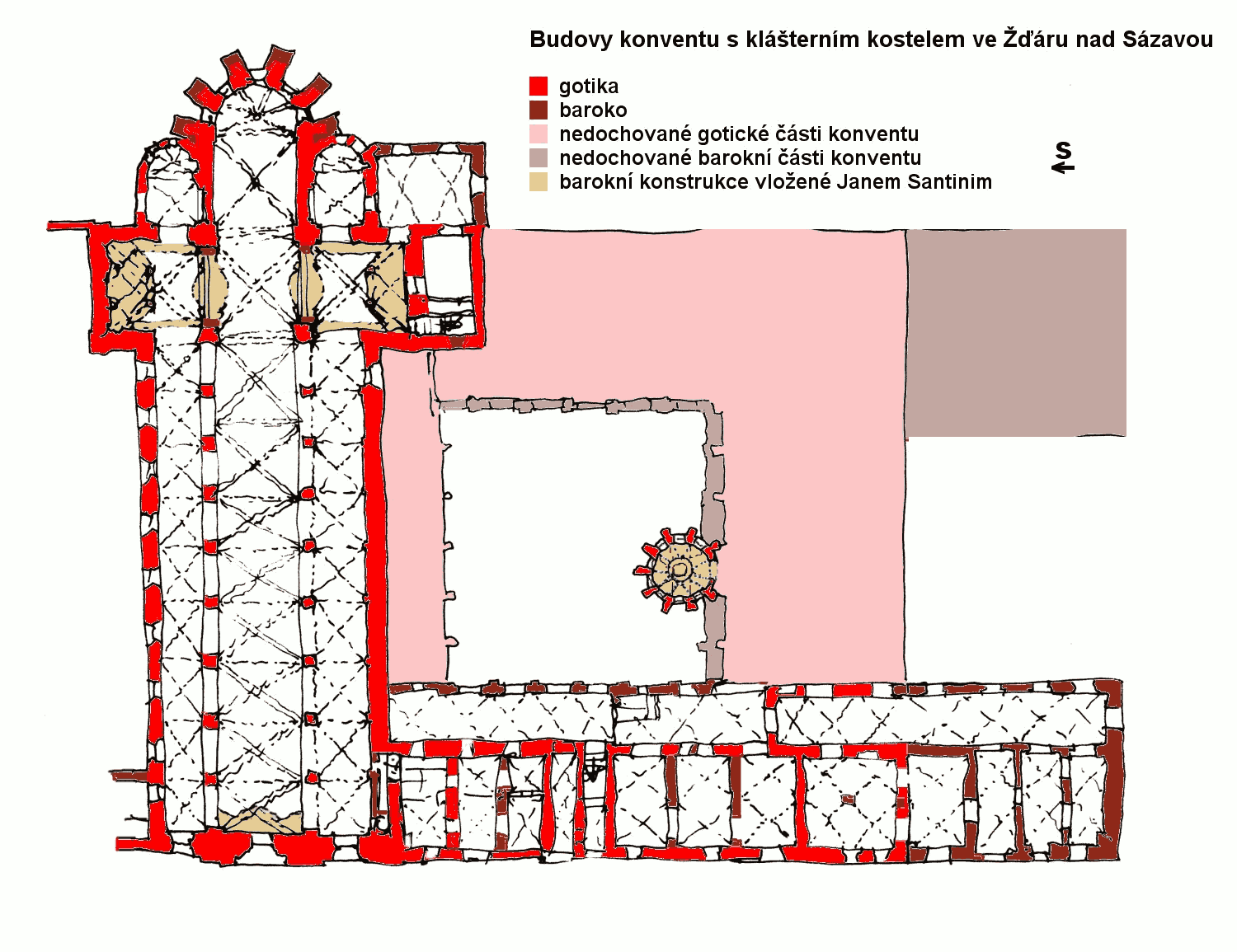
Schematický půdorys klášterního kostela a konventních budov

Třetí část kláštera, která byla v době jeho provozu laikům zcela uzavřena, tvoří budovy konventu s konventním kostelem Nanebevzetí Panny Marie. Gotický kostel byl přestavěn barokně a doplněn několika výraznými zásahy Jana Santiniho. Kostel je také vybaven vrcholně barokním, bohatě zdobeným mobiliářem.
Z konventních budov se dochovalo pouze západní křídlo, které částečně obsahuje gotické konstrukce, ale jeho současná podoba je barokní. V té době tam padovský malíř Simone Gionima vymaloval cyklus fresek ze života Bernarda z Clairvaux. Křídlo se jako jediné z konventních budov dochovalo, výrazně stavebně poškozeno chátráním, a proto je také poznamenaly úpravy z šedesátých let 20. století.
V prostoru bývalého rajského dvora je dochováno samostatně stojící, původně gotické, Janem Santinim barokně upravené studniční stavení. Desetiboká stavba s nárožními opěráky původně navazovala na křížovou chodbu kláštera. Uvnitř je dochována barokní studna s mramorovým parapetem a hodnotnou kovanou barokní mříží s kladkou. Prostor je zaklenut barokní cihlovou klenbou s trojúhelnými výsečemi, která je pokryta barokně-gotickými štukovými žebry a dalšími architektonickými články.

### Hospodářské stavby
Severně, tj. nalevo od kostela se nachází budova barokní konírny, opět podle Santiniho návrhu. Konírna tvořila součást šlechtické akademie, zamýšlené jako centrum výchovy mladých šlechticů z Čech a Moravy. V klášteře působila jen v letech 1724–1740. Průčelí přízemní stavby tvoří trojboký rizalit, v jehož střední části je hlavní portál a nad ním velké světlíkové okno. Postranní křídla člení kombinovaná okna: spodní otvory obdélného tvaru jsou ukončené půlkruhovým překladem, na který navazuje horní okno kruhového tvaru (okulus). V interiéru jsou klenby zvýrazněné štukovým žebrovím s hvězdicovými motivy. Strop je zvýrazněn barevnou výmalbou v kontrastu ploch polychromovaných benátskou červení se světlou gotizující barvou. 
Další, původně barokní hospodářské budovy se nachází i v prostoru na východ od klášterního kostela. Areál měl také vlastní mlýn s pilou.

## Evropské dědictví
Tento klášter je součástí skupiny Cisterscapes (krajiny v okolí cisterciáckých klášterů). Tento soubor  byl začleněn do Evropského dědictví 17. dubna 2024.